# Premi Josep Maria de Sagarra
El Premi Josep Maria de Sagarra fou un guardó teatral que es lliurà a textos dramàtics en català a les dècades dels anys 60 i 70 del segle passat. A la dècada dels 80 es lliurà a traduccions en català de textos teatrals d'altres dramatúrgies.

## Història
El mateix any en què es va dissoldre l'ADB, el 1963, es va convocar per primera vegada el Premi Josep Maria de Sagarra de teatre, promogut precisament per Frederic Roda, una de les persones més destacades de l'ADB. Als anys seixanta, quan els dramaturgs tenien moltes dificultats per trobar un espai on estrenar les obres, els premis eren, en general, la plataforma principal per donar-se a conèixer i el Sagarra en particular va donar nom a tota una generació d'autors teatrals.
El Premi Sagarra es va convocar del 1963 al 1973 amb algunes interrupcions. El del 1963 va ser atorgat a Benet i Jornet, i a partir d'aquí van començar a aparèixer nous autors teatrals com Joan Soler i Antich, Josep Maria Muñoz i Pujol, Jaume Melendres, Alexandre Ballester, Jordi Teixidor, Alfred Badia i Jordi Bergoñó, tots ells guanyadors del Sagarra.

Els primers ‘Sagarres', sobretot, donaven a les obres un caire realista vinculat al moment que vivien. Escrivien en català, que era la seva llengua, però no hi havien estat formats. Per tant, la utilització del català responia a una posició intel·lectual derivada d'una clara aposta ideològica. Tot i que en el moment de l'eclosió la crítica militant els va considerar una generació, aquests autors no seguien tots la mateixa estètica o ideologia, no tenien consciència de grup o generació, i el seu compromís o coneixement de la tradició dramàtica catalana era ben divers. Els unia, però, la voluntat de reflectir la realitat històrica que vivien així com l'aplicació de nous plantejaments formals, tècnics i temàtics del teatre estranger, ja que els referents eren forans. La seva aparició, doncs, va contribuir a la renovació teatral. Una altra singularitat que compartien era que tots s'havien donat a conèixer a partir dels premis, ja que ni podien estrenar en els escenaris comercials ni hi havia editorials que els publiquessin les obres. Van tenir molts problemes amb la censura, que es van traduir sovint en la impossibilitat de representar els textos. A l'entrega del Premi Sagarra del 1968, els membres del jurat es van queixar que no s'hagués estrenat cap de les cinc obres guardonades anteriorment en temporada regular. En els primers temps, no tenien el suport explícit dels dramaturgs de la generació anterior com Oliver, Capmany o Pedrolo.

## Premis Josep Maria de Sagarra
Textos dramàtics
- 1963. Una vella, coneguda olor, original de Josep Maria Benet i Jornet.
- 1964. Aquí no ha passat res, original de Joan Soler i Antich.
- 1965. Els corbs (Antígona 66), original de Josep Maria Muñoz i Pujol
- 1966. Defensa índia de rei, original de Jaume Melendres
- 1967. Dins un gruix de vellut, original d'Alexandre Ballester. Finalista: La mort de l'àvia, original de Guillem d'Efak.
- 1968. El retaule del flautista, original de Jordi Teixidor
- 1971. Crònica desballestada, original d'Alfred Badia
- 1973. Por, original de Jordi Bergoñó. Finalista: Benaventurats nosaltres, original de Carles Reig

Traduccions de textos dramàtics
- 1981. La balada del gran Macabre, original de Michel de Ghelderode. Traducció de Joan Argenté